# Daniel Morgan
Daniel Morgan (Hampton, 1736 – Winchester, 6 luglio 1802) è stato un generale e politico statunitense.
Si distinse durante la guerra d'indipendenza americana, guidando con abilità ed energia le milizie della Virginia su numerosi campi di battaglia.

## Biografia
Daniel Morgan nacque nel 1736 da una famiglia di ascendenza gallese. Poco si sa della sua infanzia ed adolescenza se non che, poco più che ragazzo, lasciò la casa paterna per arrivare in Virginia. Il futuro generale sapeva a malapena leggere e scrivere ed iniziò a dedicarsi al bere e al gioco d'azzardo finendo coinvolto in numerose risse. Per guadagnarsi da vivere iniziò a fare il bracciante, poi il sovrintendente di una segheria ed infine il capocarovana, accompagnando i pionieri oltre le montagne della Virginia. 
Durante la Guerra franco-indiana fu incaricato di condurre i convogli con i rifornimenti, ma una rissa con un superiore lo spedì davanti alla corte marziale che lo condannò a 500 frustate. Troppe, per essere un dato attendibile: Morgan raccontò l'episodio per tutta la vita, asserendo di averne ricevute solo 499. Nel 1757 si unì formalmente all'esercito con il grado sottotenente e combatté sino alla fine del conflitto.
Nel 1763 iniziò una convivenza con la propria fidanzata, sistema di vita piuttosto scandaloso per l'epoca, che si legalizzò in un matrimonio soltanto dieci anni e due figli più tardi.
Quando iniziò la rivoluzione, Morgan si schierò con gli americani, e combatté in Québec, dove fu catturato. Rilasciato, tornò al fronte e ricevette il comando di una formazione scelta di miliziani principalmente della Virginia che guidò con grande abilità durante la campagna di Filadelfia. I soldati di Morgan, noti come i Morgan's Riflemen, Morgan's Rifles o Virginia's Sharpshooters, erano tiratori micidiali e guadagnarono una grande reputazione tra le file del nemico.
Trasferito con i suoi uomini nel settore settentrionale, Morgan si distinse nella Battaglia di Saratoga; i suoi virginiani eliminarono con il fuoco dei fucili molti ufficiali britannici e quindi nella battaglia decisiva del 7 ottobre 1777 sferrarono un attacco laterale contro la fortificazione nemica più importante che, in cooperazione con le truppe del generale Arnold, venne conquistata dopo un aspro combattimento.
Nel 1779 la mancata promozione a brigadier generale lo spinse alle dimissioni. Richiamato più volte per la sua bravura, ignoró sempre gli Alti Comandi e accettò solo dopo la disfatta di Camden, e poco dopo ottenne la desiderata promozione. 
Nel 1781 fu a capo della milizia che si batté a Cowpens, nella Carolina del Sud: un errato ordine di ritirata degli inglesi fu sfruttato da Morgan che ebbe ha la meglio sui britannici, ormai a ranghi sparsi.
Nel 1790 si ritirò e nello stesso anno ricevette una medaglia d'oro per il valore dimostrato a Cowpens.

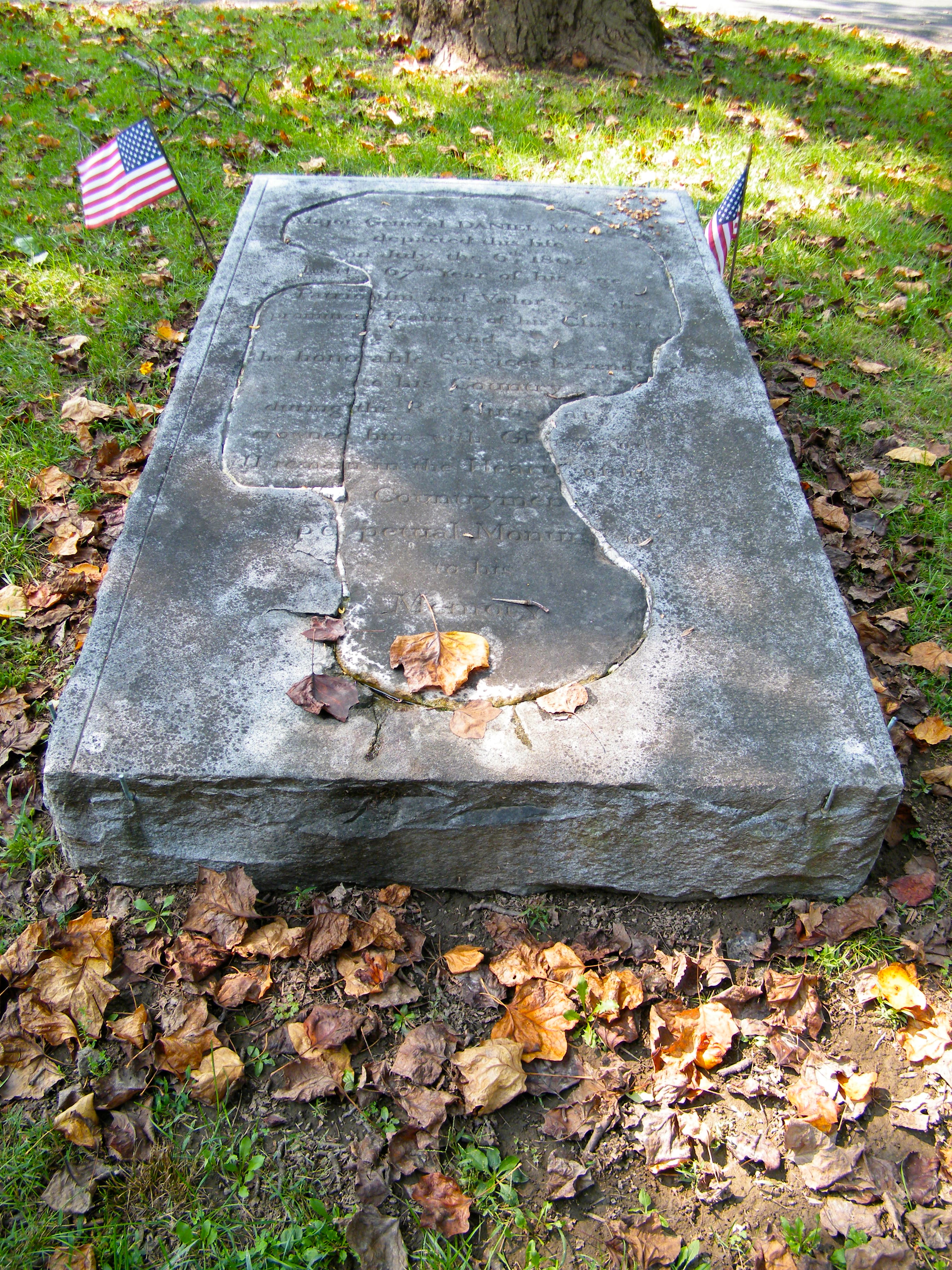
Tomba di Daniel Morgan nel cimitero di Mount Hebron

Morì nel 1802.